# Tillsvidareanställningskontraktet
Tillsvidareanställningskontraktet (franska contrat à durée indéterminée, förkortat CDI) franskt anställningskontrakt som gäller för alla fast anställda i Frankrike, förutom dem som anställs vid små företag (med under 20 anställda) som under sina första två anställningsår omfattas av nyanställningskontraktet.

Tillsvidareanställningskontraktet gäller tills det avslutas genom att den anställde säger upp sig, eller arbetsgivaren avskedar denna. Den anställde har rätt att säga upp med en vid anställningen överenskommen uppsägningstid. För att arbetsgivaren ska kunna avskeda den anställde krävs dock att denne anger giltiga skäl. Den anställde har rätt att få avskedandet prövat inför en arbetsdomstol, (conseil de prud'hommes).
Kontraktet kan även innefatta en klausul om prövotid under vilken en anställd kan avskedas utan att arbetsgivaren specificerar giltiga skäl och utan att den anställde har rätt att överklaga till arbetsdomstolen.